# Piroshka
Piroshka est un groupe britannique formé en 2018,.

## Histoire du groupe
Piroshka est un groupe composé de Miki Berenyi, ancienne chanteuse de Lush, de Kevin J McKillop de Moose, de Mick Conroy de Modern English et de Justin Welch d'Elastica,.
En 2016, Miki Berenyi est en tournée avec Lush, Justin Welch remplaçant Chris Acland à la batterie. À la suite de la désaffection de Phil King, parti avant la dernière date mancunienne, Mick Conroy le remplace à la basse. Kevin J McKillop, en couple avec Miki Berenyi depuis de nombreuses années, finit par intégrer cette nouvelle formation lorsque Lush se sépare à nouveau.
Miki Berenyi contacte Simon Raymonde, ancien bassiste des Cocteau Twins et dirigeant du label Bella Union. Après avoir écouté les démos, il signe immédiatement le groupe et accepte de sortir un album. Le premier morceau diffusé est « Everlastingly Yours »,,, composé par McKillop. Le premier album, Brickbat,, sort le 15 février 2019, sous format CD (BELLA865CD) et disque vinyle (BELLA865V). Le même jour, une vidéo réalisée par Bunny Schendler et illustrant le titre « What's Next » est mise en ligne.
Le nom du groupe, Piroshka, est un terme hongrois qui désigne le Petit Chaperon Rouge.

## Membres
- Miki Berenyi - chant, guitare
- Mick Conroy - basse
- Kevin J McKillop - guitare
- Justin Welch - batterie